# غاري بوتينغ
غاري بوتينغ (بالإنجليزية: Gary Botting)‏ (19 يوليو 1943)؛ شاعر، محامي، مؤرخ، فيلسوف وروائي كندي.